# Slagelse
Slagelse er en by på Sydvestsjælland ca. 90 km fra København med 35.817 indbyggere  (2025). Byen er Sjællands ottendestørste og ligger i Slagelse Kommune, der hører under Region Sjælland.
Som handelsby har den et stort opland og er et naturligt centrum med gågader og indkøbscentre ikke mindst med Vestsjællandscentret som det helt store handelssted. I den sydøstlige del af Slagelse ligger Gardehusarkasernen, hvor Gardehusarregimentet holder til. Kasernen har 200 ansatte og kan huse op til 2000 soldater. Desuden findes adskillige uddannelsesinstitutioner.
I 1939 blev institutionen Andersvænge opført på Rosenkildevej i den nordlige del af byen Området skiftede i 2003 navn til Rosenkildeparken. På arealet er der boliger og andre tilbud til mennesker med udviklingshæmning, autisme eller anden funktionsnedsættelse.
Midt i byen ligger en af de ældste teglstenskirker i Danmark, nemlig Sankt Mikkels Kirke bygget i 1300-tallet, og i den sydlige ende af byen ligger ruinerne af Antvorskov Kloster, der blev overdraget til munkeordenen johanniterne i 1164 af kong Valdemar den Store. Desuden findes et museum og ringborgen Trelleborg findes få kilometer fra byens centrum.

## Etymologi
Navnet "Slagelse" kommer af det olddanske ord slagh som betyder "sænkning i terrænet", og af else, der er et andet ord for "løse".

## Historie

### Oprindelse
Slagelse (i Kong Valdemars Jordebog Slauløsæ og Slaglæsæ, 1374: Slawelsæ, 1575: Slaugelsé) er en meget gammel by.
I oldtiden lå der et hedensk kultsted, indtil Roskilde Biskop Svend Nordmand opførte en stenkirke omkring år 1000. Da Antvorskov Kloster kom til i midten af 1100-tallet, rejste syge langvejs fra til klosteret for at blive helbredt af munkene: Det satte yderligere gang i handelen. Blandt disse munke var Hellig Anders, som har fået en kilde, Hellig Anders' Kilde opkaldt efter sig.

### Middelalderen
I det 11. århundrede nævnes den som møntsted, idet man har mønter, der er prægede her under kongerne Knud den Store, Hardeknud og Knud den Hellige, og under de to sidste kongers tid nævnes møntmestrene Ulf og Fathir i Slagelse. Byen skal have fået sine første købstadsprivilegier 1280 af Erik Glipping, og 1289 tilstodes der den toldfrihed overalt undtagen på Skanør marked. Den 8. juni 1321 stadfæstedes dens privilegier. Fra Valdemar Atterdags tid bliver efterretningerne om byen mere fyldige. Denne konge gav 13. april 1348 bekræftelse på dens privilegier og føjede nye til, blandt andet gav han dens borgere lige rettigheder med Roskildeborgere. Vel led byen meget under Den Sorte Død, der skal have bortrevet omtrent en fjerdedel af befolkningen, men at den på den tid har været anset som en ret betydelig by, viser det der afholdte Danehof 3. maj 1376, hvor dronning Margrethe lod sin søn Oluf kåre til Konge. De følgende regenter viste også byen deres bevågenhed. Således bekræftede Erik af Pommern i 1403 dens privilegier, Christoffer af Bayern tilføjede nye 1441, 1460 bekræftedes de atter, 1489 tilføjedes nye, 1515 bekræftedes de af Christian II, 1534 gav grev Christoffer nye. I 1500-tallet virkede teologen Hans Tausen som munk på klosteret, indtil han drog mod Wittenberg i Tyskland for at studere ved universitetet. Da han vendte hjem, var han overbevist lutheraner og holdt i 1525 den første lutheranske prædiken i klosterets kirke.
I 1882 blev et depotfund gjort i teglstensgulv i kælderen på en bygning i Smedegade ved Gammeltorv. Skatten er gemt efter 1372,skatten er gemt efter dette år. og det er det største fund af guld fra middelalderen i Danmark,

### Renæssancen
Efter Grevens Fejde og reformationen bekræftede Christian III dem i 1552 og Frederik II 1561. I det hele var det vel til gavn for byen, at den sidstnævnte konge så ofte opholdt sig på det nærliggende Antvorskov, om også det på den anden side har medført byrder for borgerne, når de skulle holde staldrum til 500 heste beredt under hoffets ophold der. Christian IV (1597) og Frederik III (1648) bekræftede ligeledes dens Privilegier.
Også hospitalet og kirkerne må være et vidnesbyrd om byens betydning i den senere middelalder. Foruden de to sognekirker og hospitalskirken havde den endnu to, nemlig Sankt Clemens Kirke (nævnt i et udateret brev fra senest 1223), om hvilken man for øvrigt intet ved, ikke engang hvor den har ligget, og Vor Frue Kirke (nævnt tidligst 1382), som har stået omtrent på den senere skoles plads, på hjørnet af Skovsøgade og Store Fruegade. Den er vist forsvunden kort efter Reformationen, thi 1551 udgår kongeligt brev om, at den "øde Kirke, som kaldes Vor Frue Kirke", må nedtages til brug for sognekirken, præstegaarden, skolen og rådhuset. Vel omtales i slutningen af det 18. århundrede en lille kirke af bindingsværk, der stod på Frue Kirkeplads, men den har vist nok kun været et ligkapel. Hvornår latinskolen er oprettet, vides ikke; den går i alt fald tilbage til begyndelsen af det 16. århundrede. I Slagelse har der været et Sankt Knuds Gilde.
Landbruget må i middelalderen og langt op i den nyere tid siges at have været byens vigtigste næringsvej, men den har også fra gammel tid været en af Sjællands betydelige handelsstæder på grund af sit rige opland. Endnu ved midten af det 17. århundrede kunne Arent Berntsen i "Danmarckis oc Norgis Fructbar Herlighed", sige, at, skønt der ikke er indsejling til Slagelse, "forsættis der alligevel en stor Handel, eftersom der omkring er it saare got oc velbygget Land". Byen havde også tidligere så at sige sin egen havn, omtrent 1 mil vest for Byen ved Storebælt, nemlig Skibsholm havn, der vist har ligget ved udløbet af Tude å, og som måske allerede har været benyttet i middelalderen. Åen skal også tidligere have været meget bredere og dybere end nu. Frederik II befalede 1574, at havnen skulle nedlægges som handelshavn og kun måtte bruges som nødhavn, men da Slagelse-borgere klagede over den skade, dette forbud forvoldte dem, blev den atter åbnet i 1580.

### Under enevælden
I 1648 klagede Korsør over det afbræk, havnen gjorde den, og efter at denne by var bleven stabelstad i 1661, blev Skibsholm havn endelig nedlagt 1664, og Slagelse måtte da søge Korsør havn. Fra den tid blev den overfløjet af Korsør: i 1672 havde Slagelse 1.832, i 1769 kun 1.289 indbyggere. Selvfølgelig har den også som de andre byer lidt meget ved hærgende ildebrande. I 1515 blev byskatten nedsat, fordi byen havde lidt stor skade ved ild, og lignende bestemmelser toges 1530, 1540 og 1650; en voldsom brand 22. juni 1652 fortærede omtrent 100 gårde og huse, hvorfor byen fritoges for skat i 3 år, og senere forlængedes denne skattefrihed for 5 år; om nye ildebrande berettes 1666 og 1669, i hvilket år der brændte 36 huse, 1740 brændte 44 gårde og huse samt rådhuset, 1772 hele Skovsøgade (22 gårde og huse), og 1801 afbrændte atter en del af byen.
De berømte digtere og forfattere, B.S. Ingemann, Jens Baggesen og H.C. Andersen var elever på byens latinskole. Det var dog ingen succes for sidstnævnte, som gik på skolen 1822-26. Underviseren dr. S. Meisling gjorde tiden til en "plagelse" for unge Andersen.

### Den tidlige industrialisering
Endnu omkring midten af 1800-tallet spillede det en rolle for byen, at den havde udskibningssteder med magasiner for udskibning af korn to steder ved Storebælt, ved Mullerup og Bisserup. Desuden havde byen angiveligt en stor oplandshandel med landbrugerne i omegnen.
Jernbanen (København)-Roskilde-Korsør kom til byen i 1856, men stationen blev anlagt lidt nord for byen; og i 1881 kom byparken Slagelse Lystanlæg. Egentlig stationsby blev Slagelse først i 1892 med flytningen af stationen ind til byen og opførelsen af den nuværende stationsbygning, tegnet af arkitekten N.P.C. Holsøe. I 1909 blev der bygget et elværk i byen, som i 1995 blev til Slagelse Musikhus.
Den gamle spritfabrik på Valbyvej i Slagelse blev grundlagt i 1854. I midten af 1800-tallet havde Slagelse flere mindre brændevinsbrændere og distilateurer. Men i 1854 blev et af brændevinsbrænderierne flyttet ud på Jernbjerg mark. De to store fabriksbygninger i gule og røde mursten blev opført i 1880-erne. I de efterfølgende år blev det en meget stor arbejdsplads for byen. Frem til 1920 havde virksomheden flere skiftende ejere, men 1. juli 1920 overtog Aktieselskabet De Danske Spritfabrikker virksomheden. I begyndelsen af 1970´erne stoppede produktionen på Slagelse Spritfabrik, og i 1976 købte Slagelse Kommune bygningerne. I dag (2024) huser bygningerne Kokke- og Tjenerskolen under Zealand Business College (ZBC).
I 1855 havde Slagelse: 1 bogtrykkeri, 2 ølbryggerier, 8 brændevinsbrænderier (heraf 5 med dampkedel), 4 garverier og feldberederier, 1 jernstøberi, 1 maskinfabrik, 5 mel- og grynmøller, 3 pottemagerier, 1 tobaksfabrik, 1 vatfabrik. I 1869 havde Slagelse: 2 bogtrykkerier, 2 damp-ølbryggerier, 6 damp-brændevinsbrænderier, 4 garverier og feldberederier, 2 jernstøberier med maskinfabrikker, 5 mel- og grynmøller, 3 pottemagerier, 1 tobaksfabrik, 1 sodavandsfabrik, 2 uldspinderier, 1 limkogeri, 1 nålefabrik. Ved århundredeskiftet havde Slagelse af fabrikker og industrielle anlæg: 1 træskofabrik i forbindelse med et savværk, 1 forgylderi og savværk med omtrent 70 arbejdere, 1 mindre forgylderi, 1 cikorietørreri, 1 andelssvineslagteri, 1 betydeligt tarmskraberi, der udfører tarme til pølsefabrikker i Hamborg, hvor virksomhedens ejere boede, 1 stort mekanisk hampgarn-spinderi, 1 dampbrændevinsbrænderi (oprettet 1775), 1 gødningsfabrik, 2 damp-ølbryggerier, hvoraf det ene, "Poulsbjærg", blev aktieselskab i 1896; 2 garverier; 2 jernstøberier og maskinværksteder, 1 tobaksfabrik, 1 sodavandsfabrik, 1 nålefabrik; 3 bogtrykkerier, flere møller, pottemagerier, uldspinderier med mere.
I Slagelse blev udgivet 3 aviser: "Sorø Amts Folkeblad" (trykkes i Ringsted), "Slagelse-Posten" og "Slagelse Folkeblad".
Slagelses befolkning var stigende i slutningen af 1800-tallet og begyndelsen af 1900-tallet: 4.011 i 1850, 4.747 i 1855, 4.931 i 1860, 5.468 i 1870, 6.076 i 1880, 6.816 i 1890, 8.958 i 1901, 9.768 i 1906 og 10.463 i 1911.
Efter næringsveje fordeltes folkemængden 1890 i følgende grupper, omfattende både forsørgere og forsørgede: 629 levede af immateriel virksomhed, 2.936 af håndværk og industri, 1.449 af handel og omsætning, 2 af søfart, 251 af jordbrug, 63 af gartneri, mens 1.029 fordeltes på andre erhverv,
360 levede af deres midler, 90 nød almisse, og 7 var i fængsel. Ifølge en opgørelse i 1906 var indbyggertallet 9.768, heraf ernærede 622 sig ved immateriel virksomhed, 417 ved landbrug, skovbrug og mejeridrift, 5.118 ved håndværk og industri, 1.858 ved handel med mere, 704 ved samfærdsel, 492 var aftægtsfolk, 414 levede af offentlig understøttelse og 143 af anden eller uangiven virksomhed.

### Mellemkrigstiden
I mellemkrigstiden voksede Slagelses indbyggertal: i 1921 13.359, i 1925 13.804, i 1930 14.431, i 1935 15.538, i 1940 16.879 indbyggere. Men samtidig skete der en vækst i forstæderne Ny Holmstrup, Gl. Holmstrup, Landsgrav, Gækkelund og Antvorskov i Sankt Peders Landsogn, hvor der bosatte sig en række personer med arbejde i Slagelse.
| År                              | 1921   | 1925   | 1930   | 1935   | 1940   |
| ------------------------------- | ------ | ------ | ------ | ------ | ------ |
| Slagelse købstad                | 13.359 | 13.804 | 14.431 | 15.538 | 16.879 |
| Ny Holmstrup                    | 490    | 468    | 477    | 485    | 552    |
| Gl. Holmstrup og Holmstrup Mark | -      | 511    | 451    | 341    | 336    |
| Landsgrav By, Strandvejen       | -      | 245    | 428    | 370    | 455    |
| Gækkelundskvarteret             | -      | -      | 123    | 223    | 258    |
| Antvorskov By                   | -      | (471)  | (422)  | 261    | 206    |
| Slagelse med forstæder          | 13.849 | 15.028 | 16.332 | 17.218 | 16.879 |

Ved folketællingen i 1930 havde Slagelse 14.431 indbyggere, heraf ernærede 937 sig ved immateriel virksomhed, 6.084 ved håndværk og industri, 2.566 ved handel mm, 1.339 ved samfærdsel, 555 ved landbrug, skovbrug og fiskeri, 1.077 ved husgerning, 1.751 var ude af erhverv, og 122 havde ikke oplyst indkomstkilde.
| Næringsveje            | Landbrug m.v. | Håndværk, industri | Handel og omsætning | Transport | Immateriel virksomhed | Hus- gerning | Ude af erhverv | Uangivet | I alt  |
| ---------------------- | ------------- | ------------------ | ------------------- | --------- | --------------------- | ------------ | -------------- | -------- | ------ |
| Slagelse købstad       | 555           | 6.084              | 2.566               | 1.339     | 937                   | 1.077        | 1.751          | 122      | 14.431 |
| Gækkelundkvarteret     | 13            | 67                 | 7                   | 14        | 2                     | 5            | 15             | 0        | 123    |
| Landsgrav by           | 200           | 90                 | 31                  | 22        | 8                     | 20           | 54             | 3        | 428    |
| Gl. Holmstrup          | 94            | 163                | 45                  | 51        | 11                    | 34           | 49             | 4        | 451    |
| Ny Holmstrup           | 39            | 229                | 73                  | 58        | 1                     | 35           | 42             | 0        | 477    |
| Antvorskov by          | 31            | 124                | 26                  | 22        | 152                   | 32           | 33             | 2        | 422    |
| Slagelse med forstæder | 932           | 6.757              | 2.748               | 1.506     | 1.111                 | 1.203        | 1.944          | 131      | 16.332 |

### Efterkrigstiden
Efter 2. verdenskrig fortsatte Slagelse sin befolkningsvækst. I 1945 boede der 18.073 indbyggere i købstaden, i 1950 19.184 indbyggere, i 1955 20.224 indbyggere, i 1960 20.562 indbyggere og i 1965 21.884 indbyggere. Forstadskommunen Sankt Peder Landsogn blev så udbygget, at den fra 1950 i sin helhed regnedes som forstad til Slagelse. I Slots Bjergby-Sludstrup Kommune voksede en ny forstad, Skælskørvejen, frem.
| År                     | 1945    | 1950   | 1955   | 1960   | 1965   |
| ---------------------- | ------- | ------ | ------ | ------ | ------ |
| Slagelse købstad       | 18.073  | 19.184 | 20.224 | 20.562 | 21.884 |
| Skt Peder landsogn     | (2.393) | 2.667  | 2.687  | 2.644  | 2.744  |
| Ny Holmstrup           | 638     | -      | -      | -      | -      |
| Gl. Holmstrup mm       | 384     | -      | -      | -      | -      |
| Landsgrav by           | 548     | -      | -      | -      | -      |
| Gækkelundkvarteret     | 341     | -      | -      | -      | -      |
| Antvorskov             | 409     | -      | -      | -      | -      |
| Skælskørvejen          | -       | -      | -      | 92     | 139    |
| Slagelse med forstæder | 20.466  | 21.851 | 22.911 | 23.298 | 24.767 |

### Nyere historie
Byudviklingen bevirkede, at der blev nedsat et byudviklingsudvalg, som udarbejdede en byudviklingsplan for Slagelse-egnen omfattende både købstaden, forstadskommunen og flere landkommuner. I centrum af Slagelse blev butikscentret Vestsjællandscentret indviet i 1969. Centret er siden blevet udvidet og har mere end 50 specialbutikker, caféer, spisesteder samt et stort supermarked. I 1970’erne kom gågaden til bymidten i Slagelse. Byrådet i Slagelse vedtog i 1976, at Fisketorvet skulle omdannes til gågade. Efterfølgende er store dele af Slagelse centrum lavet om til gågade.
Efter kommunalreformen 2007 består den fusionerede Slagelse Kommune nu af 4 tidligere kommuner nemlig Skælskør, Korsør, Hashøj og den tidligere kommune omkring selve Slagelse by. I 2024 rundede den samlede befolkning i Slagelse Kommune 80.000 indbyggere. Rådhuset ligger i centrum af Slagelse.

## Geografi
Slagelse ligger ved motorvejen E20 og er samtidig et østdansk jernbaneknudepunkt, dels mellem Odense og København, dels mellem byen selv og Tølløse på Nordvestsjælland. Byen ligger ca. 18 kilometer fra Korsør og Storebæltsbroen. Efter Kommunalreformen er kommunen kendetegnet ved en række større bycentre indenfor et område på nu 567 km2, som fungerer som primære service-, beskæftigelses- og handelscentre for regionen.
Sydøst for byen ligger Slagelseskovene, der er blandt de største skovarealer i Danmark. Slagelse Lystskov, der er en del af Slagelseskovene, ligger tæt på Slagelse by. I Slagelse Lystskov ligger Studentersøen. Stien rundt om Studentersøen er cirka en kilometer lang. Etterbjerg i Slagelse Lystskov ligger også tæt på Slagelse by. Fra toppen af Etterbjerg er der udsigt over Slagelse, og om vinteren er Etterbjerg en meget populær kælkebakke.
Nordskoven er en ung bynær skov i Slagelse. Skoven grænser op til den nordlige del af byen. Det er et stort landbrugsområde omkring Slagstrup, der gennem årene vil udvikle sig fra landbrugsjord til skov. Nordskoven består af flere forskellige delområder der har sit eget navn. Delområderne hedder Rosenkildeskoven, Lyshøjen, Lille Valby Eng, Børneskoven og Stenageren. I 2015 blev første etape af Nordskoven indviet. Skovprojektet løber over 30 år og skovarealet vil i den periode blive større og større.
Vest for Slagelse ligger Storebæltskysten med en række badestrande og bebyggelser med fritidshuse. Tæt på Slagelse ligger Stillinge Strand. Badestranden ved Stillinge Strand er den foretrukne for Slagelse bys beboere. Der er gang- og cykelsti fra Slagelse by til Stillinge Strand. Strækningen fra Valbygårdsvej i Slagelse til Stillinge Strandvej er cirka 8,5 kilometer. Bildsø Strand og Bildsø Skov ligger nordvest for Slagelse. Kongsmark Strand, Kelstrup Strand og Næsby Strand ligger syd for Stillinge Strand.

## Uddannelse
Byen er præget af en række uddannelsesinstitutioner og skoler:
Handelshøjskolecentret i Slagelse fusionerede i 2007 med Syddansk Universitet og blev til Syddansk Universitet, Campus Slagelse. Universitetet ligger ved jernbanestationen i Slagelse.
Professionshøjskolen Absalon udbyder forskellige velfærdsuddannelser. Absalons afdeling i Slagelse, Campus Slagelse blev bygget og taget i brug i 2021. Campus Slagelse er beliggende midt i byen ved Slagelse bus- og togstation. Ved Campus Slagelse kan man uddanne sig til, sygeplejerske, socialrådgiver, pædagog, jordmoder samt professionsbachelor i ernæring og sundhed 
Erhvervsakademi Sjælland (EASJ), nu benævnt Zealand Erhvervsakademi.
Slagelse Gymnasium & HF har siden 1977 haft til huse i de nuværende bygninger på Willemoesvej 2 A i Slagelse by.
Zealand Business College (ZBC) har en campus i Slagelse, som udbyder bl.a. EUX, HHX og HTX.
Gerlev Idrætshøjskole ligger syd for Slagelse. Der er omkring 4 kilometer fra bygrænsen til idrætshøjskolen. Gerlev Idrætshøjskole blev grundlagt i 1938 af Kristian Kroghede.
Flere kommunale folkeskoler
En række private skoler på linje med folkeskolen.

## Kultur
I byen er et egnsmuseum, Slagelse Museum, der udstiller forskellige genstande fra Slagelse og omegn. Slagelse Museum er en del af det statsanerkendte Museum Vestsjælland.
Omkring syv kilometer vest for byen ligger ringborgen Trellebrog fra vikingetiden. I 1995 blev museet Vikingeborgen Trelleborg oprettet og Trelleborg blev i 2023 optaget på UNESCOs Verdensarvsliste. På museet kan man se en fin samling af genstande. Trelleborg er en del af Danmarks statslige kulturhistoriske hovedmuseum, Nationalmuseet.
Dansk Forsorgshistorisk Museum ligger på Rosenkildevej 59 A i nordbyen. På museet kan man se og opleve dansk åndssvageforsorgs historie. Museet stifter er Erling Kristensen. Han var uddannet omsorgsassistent og var i mange år ansat som værkstedslærer ved institutionen Andersvænge i Slagelse. Driften af museet varetages af frivillige fra Støtteforeningen for Dansk Forsorgshistorisk Museum.
Sankt Mikkels Kirke blev opført i 1300-tallet og er en de ældste teglstenskirker i Danmark. Centralt i Slagelse by ligger Sankt Peders Kirke (Slagelse), der er opført i 1100-tallet. Helligåndskirken (Slagelse) i Bredegade er en del af Slagelse kloster. Nørrevangskirken på Rosenkildevej i nordbyen blev indviet i 1989. Antvorskov Kirke på Agersøvej i sydbyen blev opført og indviet i 2005. Desuden findes Vor Frue Kirke, der er en katolsk kirke opført i 1930-1931.
Slagelse Musikhus og Badeanstalten ligger på Søndre Stationsvej i Slagelse centrum. Slagelse Musikhus er indrettet i det gamle elværk fra 1909 og nabohuset Badeanstalten fra 1907 var oprindeligt Slagelse Kommunes offentlige badeanstalt. Arkitekt Knud Larsen har stået for opførelsen af både elværket og badeanstalten. Begge bygninger er nu renoveret og benyttes nu til koncerter og andre musik- og kulturoplevelser. Musikhuset blev indviet og taget i brug i 1995. Badeanstalten åbnede som spillested i 2000. Frem til 2018 var det Slagelse Kommune der ejede og drev organisationen. I 2018 overtog Fonden Slagelse Musikhus driften af spillestedet Slagelse Musikhus og Badeanstalten.
Byen rummer én af kommuens tre biografer. Biografen blev grundlagt i 2003,og havde navnet Panorama. I dag har biografen skiftet navn til Moviehouse. Biografen har fem sale og er beliggende i Træskogården 2 i Slagelse centrum.
Teatret Krabasken har til huse i ejendommen Bredegade 11 i Slagelse by. Krabasken blev grundlagt i 1972 under navnet Krabasken - Vestsjællands Dramatiske Forening. Krabasken er en amatørteaterforening med omkring 200 medlemmer. Teatret laver 3 - 4 forestillinger pr. sæson.
Slagelse Teater, Herrestræde 9 i Slagelse blev etableret i 1980. Teatret er ejet af Slagelse Kommune. Teatersalen har plads til 612 siddende personer. Det er primært Vestsjællands Teaterkreds og egnsteatret Sjællands Teater der tilrettelægger forestillingerne på Slagelse Teater.
Slagelse Bibliotek, Stenstuegade 3 i Slagelse blev oprettet i 1898. På biblioteket kan man låne bøger, film, lydbøger, e-bøger og magasiner. Biblioteket har også lokalhistorisk arkiv, hvor man kan fordybe sig i lokalområdets historie. Fra 1. januar 2007 er biblioteket i Slagelse slået sammen med biblioteket i Korsør og biblioteket i Skælskør samt filialbiblioteket i Vemmelev. Slagelse Kommunes samlede organisation for bibliotekerne hedder Slagelse Bibliotekerne.

## Kunst i Slagelse by
På Nytorv lige nord for Sankt Mikkels Kirke er placeret en statue af Sankt Michael og Dragen. Skulpturen er udført af billedhuggeren Willie Wulf og opstillet i 1933. Skulpturen forestiller Sankt Michael med englevinger. Han sidder på en drage. I højre hånd har han et spyd, som han er ved at stikke i dragen.
Ved Rosengade sydvest for Sankt Mikkels Kirke er der placeret en skulptur som forstiller en død frihedskæmper, der er bundet til en henrettelsespæl. Skulpturen er skabt af billedhugger Gunnar Slot. Ved skulpturen er der placeret 21 mindeplader over faldne modstandsfolk fra anden verdenskrig. Mindesmærket blev indviet den 29. august 1950.
Millennium er titlen på bronzeskulpturerne på granit placeret mellem Fisketorvet og Nytorv i Slagelse. Skulpturerne er udført af den færøske billedhugger Hans Pauli Olsen i år 2000. Kunstværket forstiller en kvinde med et nyfødt barn og en liggende mand. Hans Pauli Olsens kone var model til kvindefiguren.
Skulpturen Slagelsepigen som står foran rådhuset er udført i kunststen. Det var Slagelse Forskønnelsesselskab der købte skulpturen i 1963 på en auktion hos Bruun Rasmussen og efterfølgende forærede skulpturen til byen. Kunstneren er Gerhard Henning. I 2021 blev en ny skulptur af Slagelsepigen støbt i bronze. Også denne gang var det Slagelse Forskønnelsesselskab der betalte skulpturen og forærede den til byen. Slagelsepigen i bronze er placeret i spejlbassinet foran rådhuset.
Rytterstatuen af kong Christian 9. er placeret på Schweizerpladsen i Slagelse. Skulpturen er udført af billedhuggeren Ludvig Brandstrup. Det var byen og oplandets beboere der indsamlede penge til rytterstatuen. Christian 9. var død i 1906 og samme år startede indsamlingen. I 1908 var der indsamlet 20.000 kroner, og der blev indhentet tilbud på statuen. Efterfølgende blev det samme år besluttet at antage billedhugger Ludvig Brandstrups tilbud. Efter tilbuddet var antaget blev der indsamlet yderligere 5.000 kroner som skulle anvendes til statuens fundament og sokkel. I 1910 var rytterstatuen færdig og den 9. juni 1910 blev rytterstatuen indviet med deltagelse af omkring 10.000 mennesker på Schweizerpladsen.
Fiskebrønden på Fisketorvet i Slagelse er en fin lille bronzeskulptur. Når man trækker i fiskens finner, kommer der vand ud af fiskens mund. I 2003 blev fisken stjålet. Efterfølgende påtog Poul Britz sig opgaven med at genskabe fisken og sammen med Slagelse Forskønnelsesselskab, virksomheden Frese og Odin Maskinfabrik, blev fisken og Fiskebrønden genskabt og indviet igen i 2009.
Røde Tårn er et udstillingssted for kunst i Slagelse by. Røde Tårn har til huse i varmeforsyningens gamle kedelhus i centrum af Slagelse på adressen Træskogården 2. I Røde Tårn er der skiftende udstillinger af malerier, skulpturer, fotos og kunsthåndværk. Udstillingsstedet er en del af Slagelse Kommunes Kulturafdeling.

## Parker i Slagelse by
Slagelse Lystanlæg er en park tæt på centrum i Slagelse. Det var Slagelse Forskønnelsesselskab der oprettede anlægget i 1882. Anlægget har to søer med springvand, legeplads, blomsterbede, store gamle træer, gamle bindingsværkshuse og skulpturer rundt omkring i parken. Slagelse Lystanlæg er det officielle navn, men parken kaldes almindeligvis blot Anlægget.
Smedegadeparken ved Smedegade blev anlagt i 1880’erne. Parkanlægget rummer en stor sø. Søen har været brugt til lystfiskeri og om vinteren til skøjteløb på isen. Bygningen der ligger vest for Smedegadeparken, Smedegade 30, var oprindelig Teknisk Skole. Den blev opført af Håndværker- og Industriforeningen i 1892. Arkitekt var Knud Larsen. Senere har der også været handelsskole. I dag er bygningen lavet om til lejligheder.
Rosenkildeparken på Rosenkildevej i nordbyen er et parkområde, men det er også et område med boliger og andre tilbud til mennesker med udviklingshæmning, autisme eller andet handicap. Den nordlige del af Rosenkildeparken er udelukkende park. Området hed oprindeligt Andersvænge og var kun tilgængeligt gennem hovedindgangen ved Rosenkildevej. I dag er der også indgang og udgang til området ved Højstrupvej, Valmuevej og Århusvej. Fra 1970 - 2010 blev der hver sommer holdt sommerfest på området. I perioden 2004 - 2013 blev der hvert år holdt sansefestival. Sjællandsfestivalen, der blev afholdt første gang i 1987 på Slagelse Gymnasium blev efter få år forvandlet til en årlig musikfestival i det fri i Rosenkildeparken. Området har altid haft offentlig interesse. Folk er kommet langvejs fra for at se parken, dyrene, fuglene og planterne. Ikke mindst var tulipanudstillingerne en stor attraktion.

## Fredede bygninger i Slagelse by
Den gamle Latinskole ved Sankt Mikkels Kirke i Rosengade blev opført i 1490. Bygningen er grundmuret og store dele af murværket er af røde munkesten. Bygningen blev fredet i 1918.
Forhuset til Brænderigården (en), Slotsgade 53, blev fredet i 1918. Bygningen er opført i 1810. Brænderigården er grundmuret og murværket er pudset og gulkalket. Bygningen har været anvendt til brændevinsbrænderi, udlejningsejendom og dommerkontor under Justitsministeriet. I dag er der indrettet lejligheder i Brænderigården.
Slagelse gamle kloster eller Slagelse Hospital, som er det oprindelige navn, er beliggende i Bredegade. Det er bygget i perioden 1577 - 1877. Bebyggelsen er udført i røde teglsten og tag med røde tegl. Helligåndskirken indgår som en del af Slagelse gamle kloster.
Acciseboden, Bjergbygade 11 i Slagelse er opført i 1850 og fredet i 1918. Bygningen er opført i bindingsværk og kalket med gul kalk. Taget er i rød tegl. Huset har fungeret som bolig og kontor for den toldbetjent der opkrævede afgift på indførte varer til Slagelse købstad.
Slagelse Station, Sdr. Stationsvej 28 A i Slagelse er bygget i 1877 og fredet i 1992. Bygningen er opført i røde mursten og med tag af fibercement uden asbest.

## Byens torve
Gammeltorv ligger syd for Sankt Mikkels Kirke. Ud over butikker er der på Gammeltorv flere spiserestauranter, heraf nogle med udeservering på torvet. Om aftenen og om natten, specielt i weekenden, er der også liv på pladsen. Så færdes glade og feststemte mennesker på torvet mellem områdets forskellige barer og diskoteker.
Fisketorvet er en lille intim plads øst for Sankt Mikkels Kirke. Fiskebrønden på stedet er en lille bronzeskulptur udformet som en fisk. Fra fiskens mund kan man forsyne sig med frisk drikkevand. Torvets begrænsede størrelse gør akustikken særlig god. Området benyttes blandt andet til mindre musikarrangementer og er i det hele taget perfekt til levende musik.
Nytorv blev etableret efter en stor brand i Slagelse bymidte i 1804, hvor flere huse nedbrændte på det nuværende Nytorv. Torvet er Slagelses handelstorv og markedsplads med stadehandel og salg fra de omkringliggende butikker. Pladsen benyttes også som byens festplads og til at afholde store friluftskoncerter.
Schweizerpladsen blev anlagt i 1804 efter en omfangsrig brand i Slagelse centrum, hvor de ejendomme der lå på pladsen nedbrændte. Torvet har navn efter farver og silkebåndsvæver Adam Thoman, som kom fra Schweiz. Han ejede området. Efter branden overtog Slagelse Kommune arealet og gav pladsen navnet Schweizerpladsen. Pladsen er et trekantet torv. En rytterstatue af kong Christian den 9. har stået på pladsen siden 1910. Gennem torvet løber et aflangt vandbassin. Schweizerpladsen er kendetegnet af et livligt restaurant- og caféliv med udeservering.

## Sygehus, Psykiatrihus og Sikringsafdeling
Slagelse Sygehus er byens største arbejdsplads. I 2020 var der cirka 2.600 ansatte og 339 sengepladser. Slagelse sygehus har status som akutsygehus og modtager patienter hele døgnet.
Det første sygehus i Slagelse åbnede i 1857. Dette sygehus var privat, og man skulle betale for behandling på sygehuset. I 1893 overtog Slagelse Kommune sygehuset. Et nyt sygehus med plads til 105 patienter blev åbnet i 1920. Herefter er der helt frem til i dag løbende blevet opført nye bygninger.
Psykiatrihuset i Slagelse ligger i forbindelse med Slagelse Sygehus og er ligesom sygehuset en del af Region Sjælland. Psykiatrihuset tilbyder behandling til voksne med psykisk sygdom. Psykiatrihuset i Slagelse huser også regionens forskningsenhed for psykoterapi og psykopatologi. Psykiatrihuset er en del af Psykiatrien Vest med omkring 430 ansatte.
Sikringsafdelingen, Grønningen 15 i Slagelse er en særlig foranstaltning til mennesker der er sindslidende og anbragt på baggrund af en retslig dom eller en administrativ afsigelse af farlighedsdekret udsted af Justitsministeriet. Sikringsafdelingen er en landsdækkende institution og modtager patienter fra hele Danmark, Grønland og Færøerne. Sikringsafdelingen i Slagelse havde 30 pladser og ansat 110 medarbejdere ved opstarten i 2015. I 2025 blev sikringsafdelingen udvidet med 10 pladser og cirka 30 ekstra medarbejdere.Sikringsafdelingen var oprindeligt placeret i Annebergparken i Nykøbing Sjælland, men flyttede i 2015 til den nybyggede sikringsafdeling i Slagelse.
Det er Region Sjælland der er driftherre for sygehuset, psykiatrihuset og sikringsafdelingen. Med udgangen af 2026 bliver Region Sjælland nedlagt. Herefter overtager en ny region, Region Østdanmark driftherreansvaret fra 1. januar 2027.

## Forsvaret
Gardehusarkasernen i Slagelse blev Indviet i 1975. Kasernen ligger på Charlottedal Alle 4 og hed oprindeligt Antvorskov Kaserne. Den er bygget i modernistisk stil. Arkitekt er Holger Sørensen fra Forsvarets Bygningstjeneste. Kasernen kan huse op til 2000 mennesker. Det særlige ved Gardehusarkasernen er Hesteskadronen og de 75 heste. Kasernen har stalde og ridebaner, hvor hestene kan trænes samt udendørsarealer, hvor hestene kan bevæge sig frit omkring. Hver onsdag ridder husarerne rundt i Slagelse by. Det gør de for at træne hestene i at danne eskorte og vænne hestene til byens lyde, lugte og til større menneskemængder. Byridtet starter klokken 12.30.
Ved den 30 meter høje flagstang der blev rejst i 1969 på Slotsalleen i Slagelse bliver officiel flagning passet af Gardehusarregimentet.
Den gamle Kaserne i Slagelse, der lå øst for Kastanievej tæt på Slagelse centrum, blev nedlagt i 1975. Den gamle kasernes administrationsbygning på Kastanievej og enkelte andre bygninger er bevaret. På en stor del af det gamle kaserneområde er der nu bygget nye boliger. Efter den gamle Kaserne lukkede besluttede byrådet i Slagelse at anlægge en ny gade i området. Den gade fik navnet Krudthusvej. I dette område er kasernens gamle krudthus en samlende bygning for kvarteret.

## Industri
Arla Slagelse Mejericenter på Karolinevej i Slagelse er et af Arla koncernens friskmælksmejerier. Der er omkring 300 medarbejdere ansat på Slagelse Mejericenter. Karolinevej har fået navn efter dansk mejeribrugs varemærke fra 1958: Karolinekoen.
Nilpeter producerer etikettrykkemaskiner. Virksomheden har hovedsæde på Elmedalsvej i Slagelse og beskæftiger ca. 175 medarbejdere.
Virksomheden Westrup er beliggende på Sorøvej i Slagelse. Westrup producerer maskiner og anlæg til frø- og kornbehandling. Der er omkring 100 medarbejdere ansat på Westrup i Slagelse.
Metalvirksomheden Frese A/S har hovedkontor på Sorøvej i Slagelse. Frese producerer blandt andet ventiler til styring af varme- og kølesystemer til byggeri, fjernvarme, marine og industri. Virksomheden har cirka 250 medarbejdere. Frese har produktion i Slagelse og i Glamsbjerg på Fyn samt i Storbritannien og Kina.

## Arrest
Slagelse Arrest ligger i Rytterstaldstræde midt i Slagelse by. Arresten ligger i forbindelse med det gamle domhus. Arresten blev åbnet i 1917 og har 30 pladser. Slagelse Arrest er en del af den statslige organisation Direktoratet for Kriminalforsorgen.
I den sydlige del af Slagelse, øst for Skælskørvej bygger Kriminalforsorgen en ny arrest til varetægtsfængslede. Institutionen får plads til 400 personer og bliver arbejdsplads for uniformeret, civilt og administrativt personale. Det forventes at institutionen står færdig i 2029.

## Sport
Slagelse var i 1990'erne meget omtalt i medierne inden for især kvindehåndbold, ikke mindst pga. Slagelse DT da den karismatiske træner Anja Andersen stod i spidsen for holdet. Klubben vandt flere danmarksmesterskaber og sågar det europæiske klubmesterskab Champions League tre gange (2004-2005-2007). Efter Anja Andersen forlod klubben i 2008 har den taget sit gamle navn igen, Slagelse FH, og spiller nu (2010) i den næstbedste række, 1. division. Klubben har hjemmebane i Antvorskovhallen med plads til ca. 2300 tilskuere.
Et nyere tiltag inden for fodboldens verden var FC Vestsjælland, der fra 1. juli (2008) havde overtaget Slagelse B&Is eliteholdsplads i Danmarksturneringen indtil konkurs i december 2015. Hovedaktionær i projektet var Kurt Andersen. FC Vestsjælland nåede to sæsoner i Superligaen samt deltagelse i pokalfinalen 2014-15 inden nedrykning samme sæson.

## Haller i Slagelse by
Spar Nord Arena, Sejerøvej 1 i Slagelse er bygget i 1980 og ombygget i 2002. Den havde oprindeligt navnet Antvorskovhallen. Slagelse Kommune er ejer af hallen. Den benyttes til store arrangementer inden for idræt og kultur. Hallen er opdelt i en A-hal og en B-hal. A-hallen har 1.528 faste siddepladser og 800 ståpladser. B-hallen har plads til 426 personer.
Vesthallen på Skjoldsvej 8 i Slagelse er en selvejende institution. Hallen er bygget i 1972 og godkendt til 1.800 personer. Hallen benyttes til sport, koncerter, konferencer, fester, banko og messer. I tilknytning til Vesthallen er der også gymnastiksal, bokselokale og cafeteria.
Søndermarkshallen, Byskov Allé 41 i Slagelse er opført i 1976. Det er Slagelse Kommune der ejer og driver hallen. Den er godkendt til 1.000 personer. Søndermarkshallen anvendes primært til sportsaktiviteter.
Slagelse Hallen på Parkvej 33 i Slagelse er selvejende. Den er bygget i 1958. Hallen er godkendt til 980 personer. Slagelse Hallen anvendes blandt andet til sport, fester, udstillinger og loppemarkeder.
Nordhallen, der ligger på Nørretorvet 8 i Slagelse, er opført i 1988. Der må maksimalt være 750 personer i hallen. På de opstillede bænke ved hallens langsider er der plads til 50 - 100 siddende tilskuere. Hallen benyttes til sport, udstillinger og messer. Det er Slagelse Kommune der ejer Nordhallen.
Dyhrs Hallen, Sct. Pedersgade 18 A i Slagelse er ejet af privatskolen Dyhrs Skole. Den er opført i 2020. Hallen, der har plads til 720 personer anvendes blandt andet til sport, foredrag, dans og møder.
Nymarkshallen, Østre Allé 67 i Slagelse er opført i 2002. Den er ejet og drevet af Slagelse Kommune. Der er plads til 640 personer i hallen. Nymarkshallen benyttes blandt andet til sport og dans.
UV-Hallen, Frederikshøjvej 3 i Slagelse er fra 1982 og har plads til 150 personer. Den anvendes til forskellige idrætsaktiviteter. UV-Hallen er ejet og drevet af Slagelse Kommune.
Gymnastiksalen ved det gamle gymnasium, Oenhlenschlægersgade 6 A i Slagelse benyttes blandt andet til sport, teater og dans. Der må maksimalt være 80 personer i bygningen. Slagelse Kommune ejer Gymnastiksalen og tager sig af driften.
Slagelse Svømmehal er bygget i 1973. Svømmehallen ligger på adressen: Antvorskov Allé 133 i Slagelse. I svømmehallen er der et 25 meters bassin med seks baner, et udspringsbassin, et varmtvandsbassin samt et bassin til babysvømning.

## Venskabsbyer
- Vichtis
- Kragerø
- Police
- Motala
- Dargun
- Mariehamn

## Galleri
Gamle billeder af byen
- Nytorv o. 1910
- Slagelse omkring 1900
- Slagelse 2010